# روي كلارك (لاعب كرة قاعدة)
روي كلارك (بالإنجليزية: Roy Clark)‏ هو لاعب كرة قاعدة أمريكي، ولد في 11 مايو 1874 في نيو هيفن في الولايات المتحدة، وتوفي في 1 نوفمبر 1925 في بريدجبورت في الولايات المتحدة.

## وصلات خارجية
- روي كلارك على موقعبيزبول رفرنس.كوم (الدوري الرئيسي) (الإنجليزية)
- روي كلارك على موقعبيزبول رفرنس.كوم (الدوري الثانوي) (الإنجليزية)